# Szah Malik
Szah Malik (? - zm. ok. 1044) – władca państwa Oguzów Oguz Jabgu, panujący w Dżandzie i Jangikencie nad Syr-darią oraz Chorezmie.
Był synem Ali-chana, poprzedniego władcy Oguz Jabgu. Władzę przejął przed rokiem 1034, w którym miał dokonać wielkiego rajdu na Seldżuków, znajdujących się wówczas na terenie Chorezmu, zabijając 7 lub 8 tysięcy spośród nich. Tradycyjna wrogość pomiędzy Oguz Jabgu a Seldżukami doprowadziła Szah Malika do przymierza z walczącym z nimi Ghaznawidą Masudem, który w roku 1038 przekazał mu władzę nad Chorezmem, znajdującym się wówczas w posiadaniu Isma'ila, syna Altuntasza, dawnego ghaznawidzkiego namiestnika tej prowincji. W roku 1041 Szah Malikowi udało się opanować Chorezm (Isma'il uciekł do Seldżuków), jednak w międzyczasie sytuacja w regionie uległa dramatycznej zmianie po zwycięstwie Seldżuków nad Masudem w bitwie pod Dandankanem w 1040 i śmierci tegoż ostatniego w następnym roku. Pozbawiony wsparcia swego sprzymierzeńca trzy lata później Szah Malik został wyparty z Chorezmu przez Seldżuków i rozpoczął swoją ucieczkę przez Iran do Mekranu, w trakcie której zginął. Prawdopodobnie w tym samym czasie Połowcy zajęli Dżand, kończąc istnienie państwa Oguz Jabgu.